# Distrikt Llata
Der Distrikt Llata liegt in der Provinz Huamalíes in der Region Huánuco in Westzentral-Peru. Der Distrikt entstand in den Gründungsjahren der Republik Peru. Er erstreckt sich über eine Fläche von 414 km². Im Distrikt wurden beim Zensus 2017 14.051 Einwohner gezählt. Im Jahr 1993 lag die Einwohnerzahl bei 14.060, im Jahr 2007 bei 14.873. Sitz der Distrikt- und Provinzverwaltung ist die 3439 m hoch gelegene Stadt Llata mit 6163 Einwohnern (Stand 2017). Llata befindet sich 76 km nordwestlich der Regionshauptstadt Huánuco.

## Geographische Lage
Der Distrikt Llata liegt östlich der peruanischen Westkordillere im Südwesten der Provinz Huamalíes. Die Längsausdehnung in WSW-ONO-Richtung beträgt 32 km, die maximale Breite liegt bei 12 km. Entlang der östlichen Distriktgrenze strömt der Río Marañón nach Norden. Der Río Aco entwässert den Ostteil des Distrikts nach Osten zum Río Marañón. Der Westteil des Distrikts wird nach Süden zum Río Vizcarra hin entwässert.
Der Distrikt Llata grenzt im Südwesten an den Distrikt Huallanca (Provinz Bolognesi), im Westen an die Distrikte San Marcos und San Pedro de Chaná (beide in der Provinz Huari), im Norden an den Distrikt Puños, im Osten an die Distrikte Jacas Grande und Quivilla (Provinz Dos de Mayo) sowie im Süden an den Distrikt Pachas (Provinz Dos de Mayo).

## Ortschaften
Im Distrikt gibt es neben dem Hauptort folgende größere Ortschaften:
- Cachigaga (239 Einwohner)
- El Porvenir (361 Einwohner)
- Guayo
- Juana Moreno (423 Einwohner)
- La Florida
- Libertad (613 Einwohner)
- Mioragra – San Cristóbal – Alto Tacanan (347 Einwohner)
- Pampas del Carmen (739 Einwohner)